# Charlotte Cane
Charlotte Cane est une personnalité politique britannique, membre du Parti Libéraux-démocrate. Elle est députée de Ely and East Cambridgeshire (en) depuis 2024.
Avant de rentrer en politique, elle travaille comme archéologue à l'université de Birmingham-
De 1999 à 2002, elle dirige le conseil de district d'East Cambridgeshire. 
En 2024, elle est élue députée de Ely and East Cambridgeshire avec 17 127 voix, succédant à la conservatrice Lucy Frazer.

## Biographie

### Carrière professionnelle
Charlotte Can travaille comme archéologue pendant neuf ans à l'université de Birmingham avant de passer au secteur à but non lucratif.

### Carrière politique
De 1999 à 2002, en tant que comptable qualifiée, Charlotte Cane, dirige le conseil de district d'East Cambridgeshire.
En 2024 Charlotte Cane est élue députée Libéraux-démocrates pour Ely and East Cambridgeshire avec 17 127 voix, succédant à la conservatrice Lucy Frazer,. Elle souhaite travailler à l'amélioration du logement social dans la circonscription.

### Vie privée
Elle vis depuis 30 ans à Ely et East Cambridge, ou elle y a élevé sa famille.